# Andrew Collier Cameron
Andrew Collier Cameron ist ein schottischer Astronom und Professor für Astronomie in Schottland an der University of St Andrews.
Seine Forschungsgebiete sind Exoplaneten und kühle Sterne.
Collier Cameron entdeckte zahlreiche Exoplaneten, darunter:
- WASP-1 b
- WASP-2 b
- WASP-3 b
- WASP-4 b
- WASP-5 b
- WASP-6 b
- WASP-7 b
- WASP-8 b
- WASP-10 b
- WASP-11 b
- WASP-12 b
- WASP-14 b